# Couvent Sainte-Marie-des-Anges (Florence)
Pour les articles homonymes, voir Sainte-Marie-des-Anges.
Le couvent Sainte-Marie-des-Anges (en italien  : Convento Santa Maria degli Angeli) est un ancien couvent de Florence, situé sur la via degli Alfani. Ayant été un des plus importants et des plus riches de Florence, il comprend d'importantes créations architecturales et picturales du XVIIe siècle s'inspirant de la Renaissance italienne. Supprimé comme les autres lieux des ordres monastiques  par Napoléon en 1808, sa destination devient communale. Ses bâtiments hébergent aujourd'hui la Faculté de Lettres et de Philosophie de l'Université de Florence.

## Histoire
Le couvent est fondé en 1295 par Antonio Viva Guittone d'Arezzo. Il s'inspire de l'ermitage de l'ordre camaldule.
Entre 1410 et 1415, il est vraisemblablement le lieu de rédaction du célèbre Codex Squarcialupi, première source d'information sur la musique du XIVe siècle italien, connu sous le nom de trecento. Le moine peintre Lorenzo Monaco y vécut et y travailla à cette époque sous le nom de Laurent des Anges.
En 1434, l'architecte Brunelleschi réalise l'église, s'articulant autour d'un octogone central. C'est le premier bâtiment de la Renaissance à plan centré.
L'édifice est rénové au XVIIe siècle par Gherardo Silvani et Bartolomeo Ammannati. Bernardino Poccetti peint les fresques du cloître des Anges.
Le couvent est supprimé en 1808 sur ordre de Napoléon. Utilisé par l'Hôpital de Santa Maria Nuova, il est ensuite transféré à l'Université de Florence en 1940, qui en prend usage à partir de 1964.

### Église

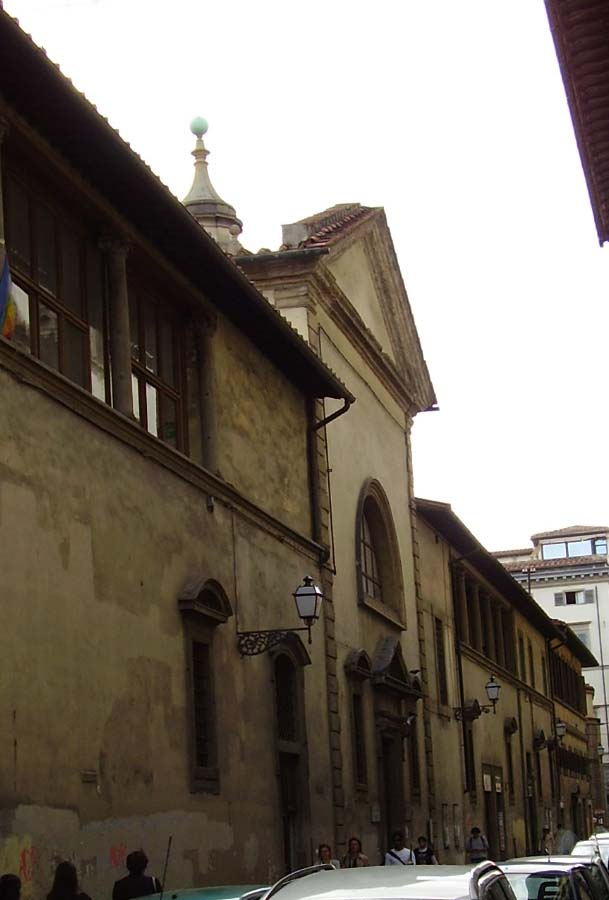
Façade de l'église.

### Grande cloître

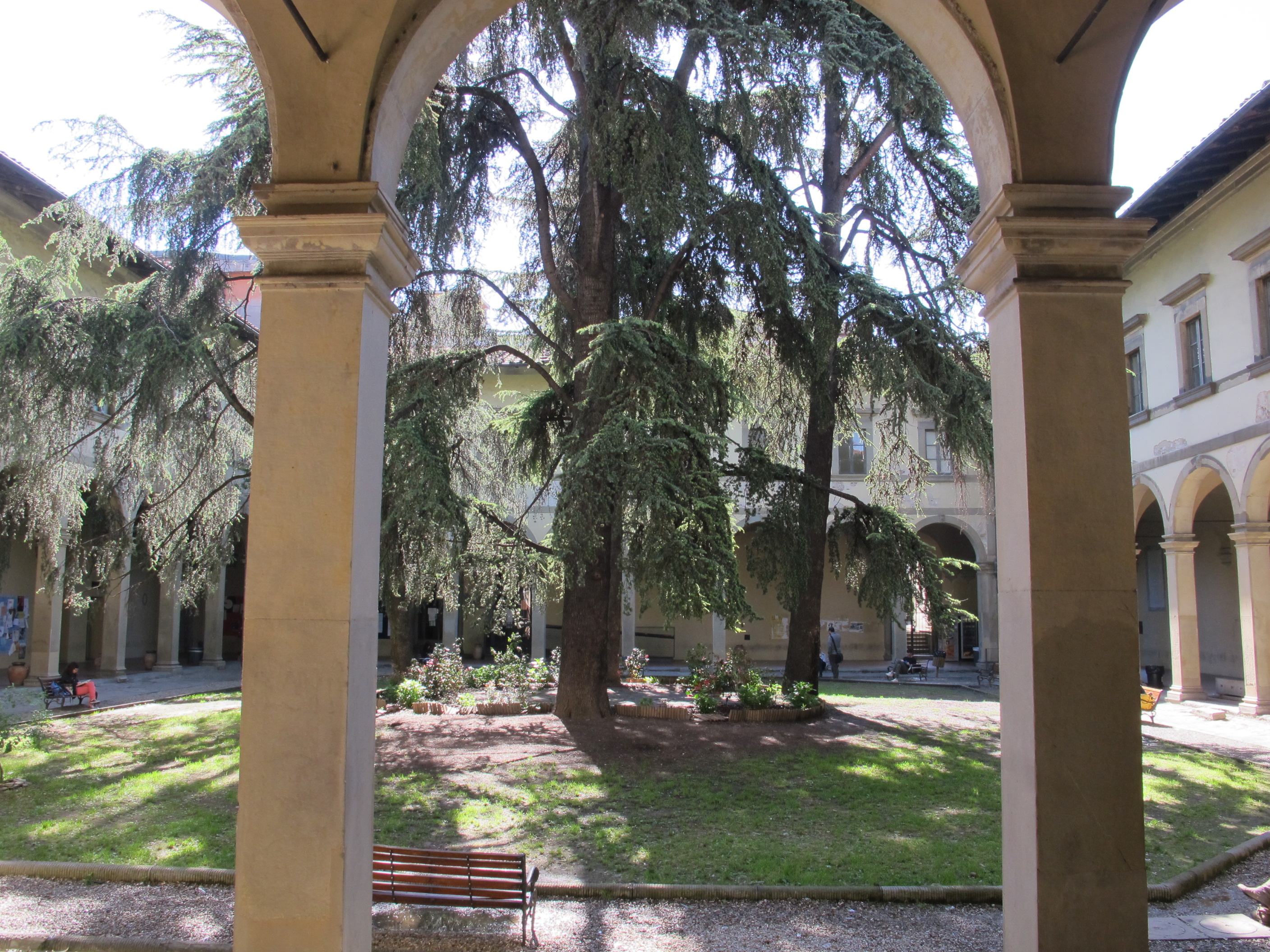
Grande cloître.

## Architecture

### Cloître des Anges

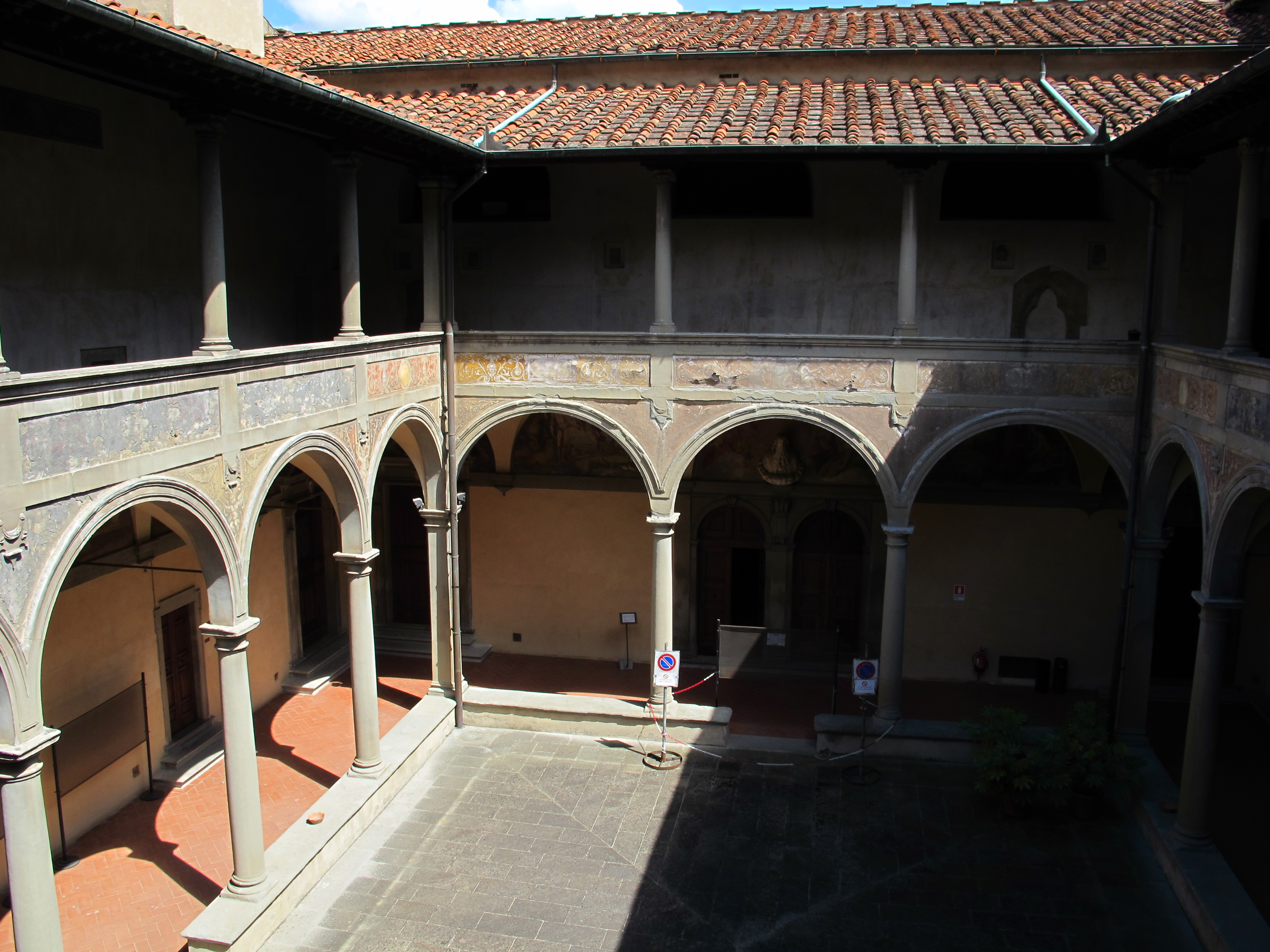
Cloître des Anges.

Le cloître des Anges est imposant, situé au milieu de la structure du couvent.
Les fresques de la Crucifixion et saints, d'Andrea del Castagno réalisées entre 1440 et 1444, décoraient ce petit cloître. Elles sont aujourd'hui conservées à l'Hôpital Santa Maria Nuova.

### Cloître des Morts

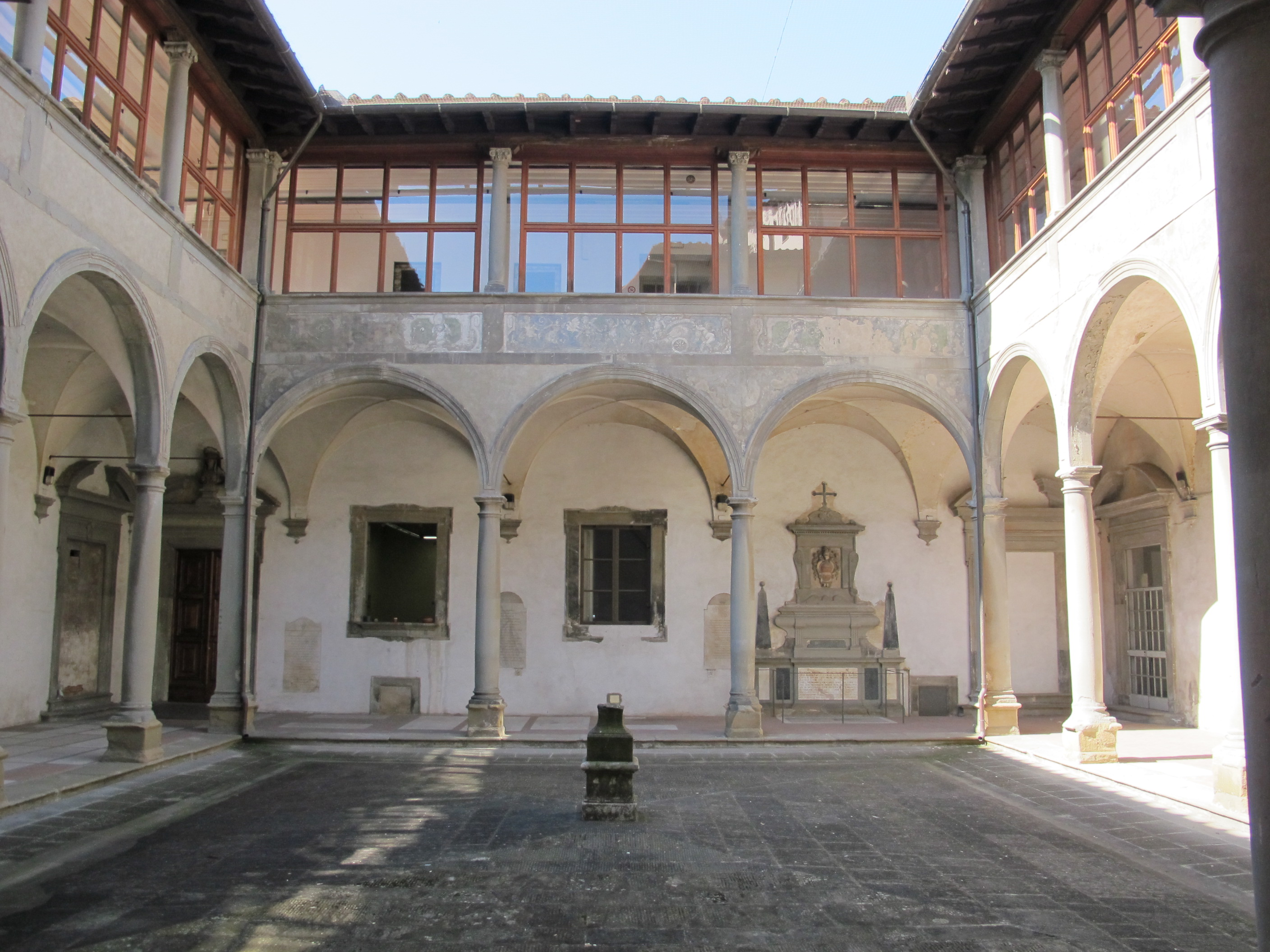
Cloître des Morts.

- La Cène, œuvre de Ridolfo del Ghirlandaio sur le mur du fond du réfectoire.

### Rotonde de Brunelleschi

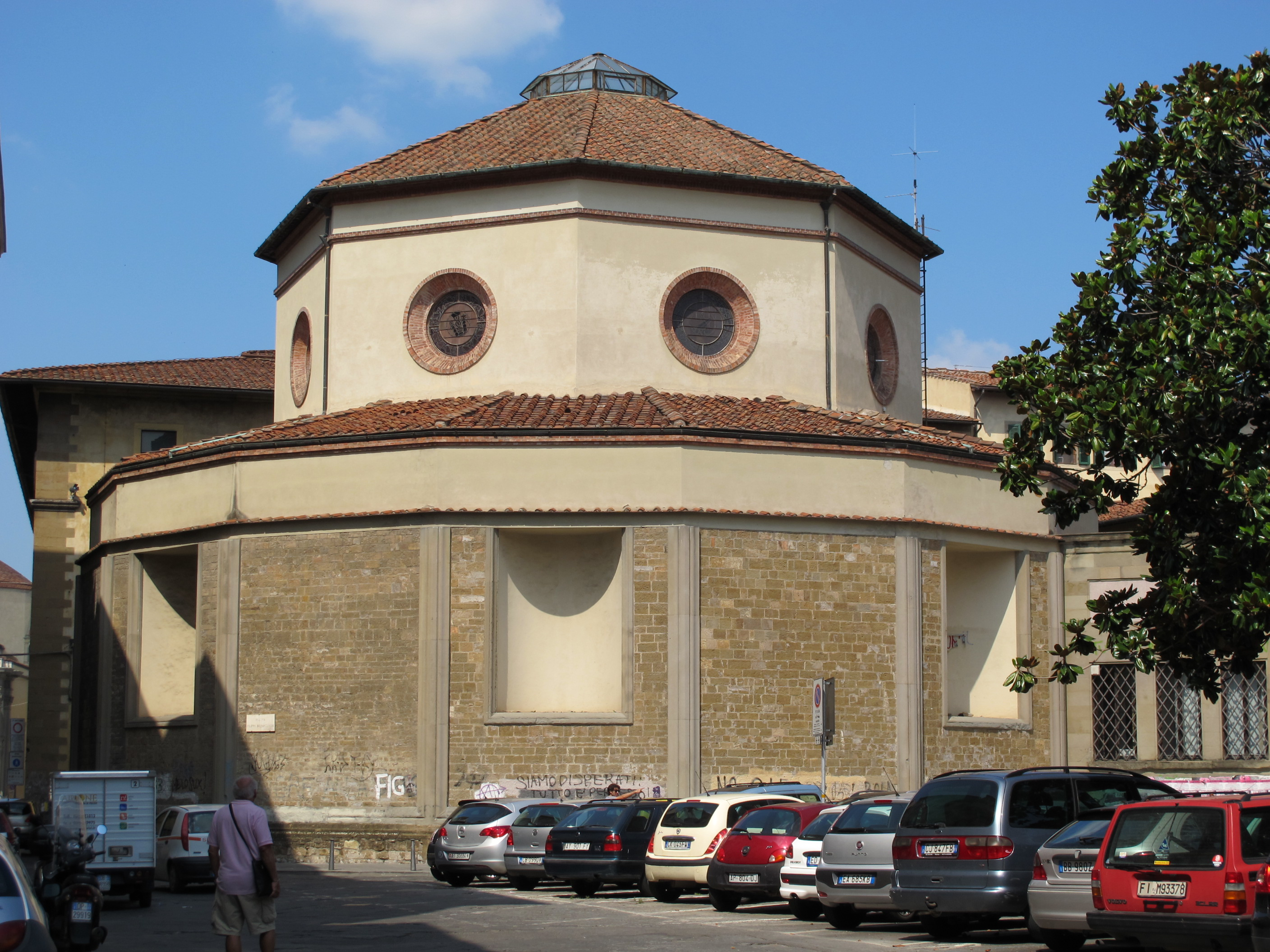
Rotonde de Brunelleschi.